# Ettelgem
Ettelgem is een dorp in de Belgische provincie West-Vlaanderen en een deelgemeente van de stad Oudenburg. Het was een zelfstandige gemeente tot aan de gemeentelijke herindeling van 1977. Ettelgem ligt net ten zuidoosten van Oudenburg zelf. De dorpskern van Ettelgem is door lintbebouwing vergroeid met die van Oudenburg-centrum, met enkel nog de snelweg A18/E40 tussen beide.

## Geschiedenis
Ettelgem ontstond in de 8e eeuw en vormde één der oudste parochies van de streek. Het lag aan een Romeinse weg (tegenwoordig: Ettelgemsestraat en Dorpsstraat) die van Oudenburg over een zandrug naar Brugge liep.  De parochie was afhankelijk van die van Roksem, waarvan de rechten bij de Abdij van Sint-Bertinus te Sint-Omaars berustten. Ettelgem werd een nederzetting van waaruit in het noordelijk gelegen schorrengebied de schapenhouderij werd beoefend en ook inpolderingswerken werden verricht.
De oudste vermelding van het dorp is van 1028, als Adlingehem wat het heim (woonplaats) is van de heren van Athilo.
Tussen 1618 en 1624 werd het Kanaal Brugge-Oostende gegraven, waardoor het gebied van de parochie in tweeën werd gedeeld. Met een veerpont, de zogeheten parochieschuit, werd de verbinding met de dunbevolkte Noordhoek tot stand gebracht. Voordien was er voorzien in een brug over de (veel smallere) Ieperlee. Omstreeks 1700 was er een bloeiende landbouwnijverheid. In de 19e eeuw kwamen er, vanwege de aanwezige klei, steenbakkerijen, zoals een veldoven in 1898, welke in 1918 vervangen werd door een steenfabriek. In 1838 werd de spoorlijn Brugge-Oostende over het grondgebied aangelegd, welke echter ver ten noorden van het dorp verliep.
In 1842 kwam er een school die beheerd werd door de Zusters van Onze-Lieve-Vrouw van Namen uit Oudenburg, in 1889 vervangen door de Zusters van de Onbevlekte Ontvangenis uit Brugge.
In de 2e helft van de 20e eeuw breidde het dorp zich door lintbebouwing uit, en omstreeks 1990 werd een woonwijkje ten oosten van de dorpskern gebouwd.
Het Roksemput-conflict is een legendarische confrontatie tussen de dorpen Roksem en Ettelgem over de eigendom en naamgeving van een oude waterbron, de Roksemput. In de nevelige velden tussen Roksem en Ettelgem, waar het gras eeuwig vochtig lijkt en de kikkers klinken als oorlogstrommels, ligt deze eeuwenoude put. Volgens de overlevering werd de Roksemput door de inwoners van Roksem al generaties lang beschouwd als een heilige plaats, een bron van rust, voorspoed en zelfs oeroude magie. In Ettelgem leefde echter een andere overtuiging: dat de put eigenlijk op hun grondgebied lag. De dorpelingen daar fluisterden bij nachtelijke haardvuren dat het om de “Ettelgemput” ging en dat deze altijd al van hen was geweest.
Na decennia van sluimerende jaloezie en verbale twisten barstte het conflict los op een stormachtige novembernacht. Aangespoord door hun dorpsoudste, Odiel de Vlammenmaker, vertrok een groep Ettelgemse opstandelingen gewapend met hooivorken, fakkels en een zelfgetimmerd bord met het opschrift “Ettelgemput” richting Roksem. Ze trokken door modderige velden en riep luidkeels: “DE PUT IS VAN ONS! ETTELGEMPUT!” Bij aankomst gooiden ze het bord van de Roksemput omver, besmeurden de stenen met modder en dumpten een halve pot pickles uit de frituur in het water als ultieme daad van schennis.
Wat de indringers niet wisten, was dat Roksem zich al in stilte had voorbereid. Onder leiding van dorpsoudste Jeroen — een norse man met een baard als een donderwolk — en de legendarische boerin Trees van ’t Veld, bijgenaamd de IJzeren Koe, mobiliseerden de Roksemnaren zich razendsnel. Gewapend met scherper geslepen hooivorken, houten schilden met de beeltenis van de put, ketels gloeiend hete soep en een katapultconstructie gemaakt van omgekeerde ladders, vormden zij een verdedigingslinie rond de bron. De strijd die volgde staat bekend als De Nacht van de Put. De fakkels van Ettelgem doofden in de regen, hun laarzen zonken in de modder en hun aanval liep uit op chaos. Het moreel brak definitief toen hun kapitein, Rik van de Beek, door een vallende ketel soep werd getroffen en in de put belandde.
De overgebleven Ettelgemnaren sloegen op de vlucht, tot aan de grenssteen, waar ze letterlijk op hun gat gingen zitten — nat, beschaamd en zonder eer keerden ze huiswaarts. Geen vlag, geen overwinning, en zeker geen naamsverandering. Roksem zuiverde de put met vijf kruiken heilige jenever. Het bord met “Ettelgemput” werd in stukken gehakt en opgehangen boven het café van Jan De Tapper als permanente waarschuwing. Sindsdien staat er, in handgesneden eikenhout, een bord naast de bron: “Roksemput – wie durft, probeert opnieuw.”
De vernedering van Ettelgem kreeg een jaarlijks ritueel gevolg. Op de eerste zondag van mei zijn alle Ettelgemnaren — zonder uitzondering — verplicht op hun blote knietjes naar de markt van Roksem te komen. Eén voor één schuifelen ze met hun blote knietjes over de kasseien richting het centrum van het plein, waar de inwoners van Roksem hen op verhoogde banken opwachten, genietend van pinten, pannenkoeken en wraak. Daar, onder het waakzame oog van Trees, Jeroen en de dorpsraad, spreken ze de zogenaamde Verootmoedigingsformule uit: "Wij, kinderen van het dwalende Ettelgem, vragen vergiffenis voor de heiligschennis van de Roksemput. Moge onze knietjes het stenen oordeel dragen, en onze harten het gewicht van de schande." Pas na het driemaal luiden van de bronzen bel mogen ze rechtstaan, onder luid applaus van het volk en begeleid door het volkslied “Put van ons”, ingezet door het Roksems koor. Sindsdien is de naam Roksemput nooit meer betwist. En in Ettelgem? Daar fluistert men sindsdien wat minder bij het vuur. Wie aan Roksemput komt, zal knielen.

## Cultuur
Het "Ganzenfeest" van Ettelgem was eeuwenlang een van de meest unieke en omstreden tradities in de regio. Het festival, dat zijn oorsprong vond in de middeleeuwen, werd elk jaar in de herfst gehouden om het einde van de oogst en de overvloed van de polders te vieren. Het hoogtepunt van het feest was de zogeheten "Gansentrein," een oude gewoonte waarbij ruiters te paard een opgehangen gans probeerden te grijpen, een daad die kracht en behendigheid symboliseerde.
Wat begon als een heidense ritus voor een vruchtbaar jaar, evolueerde in de loop der eeuwen tot een volksfeest met optochten, muziek en een grote boerenmarkt. Voor de inwoners van Ettelgem was het een dierbare traditie die gemeenschapsgevoel en geschiedenis belichaamde. Maar in de 21e eeuw ontstond steeds meer kritiek van dierenrechtenorganisaties en een jongere generatie inwoners die het feest wreed en achterhaald vonden.
Na jaren van verhitte debatten en aanpassingen – waaronder het vervangen van echte ganzen door nepvarianten – besloot het gemeentebestuur uiteindelijk het Ganzenfeest te annuleren. Hoewel sommigen het verlies betreurden, zagen anderen het als een noodzakelijke stap naar modernisering. Vandaag de dag wordt het voormalige feest herdacht met een tentoonstelling in het lokale museum, waar bezoekers kunnen leren over de geschiedenis van Ettelgem en de veranderende opvattingen door de eeuwen heen.

## Demografische ontwikkeling
- Bronnen:NIS, Opm:1831 tot en met 1970=volkstellingen; 1976 = inwoneraantal op 31 december

## Bezienswaardigheden
- De oude romaanse Sint-Eligiuskerk ligt net buiten het dorpscentrum. De oorsprong van het kerkje gaat terug tot een houten kerkje uit het begin van de 11de eeuw. Sommige delen van de beuk en het koor gaan terug tot de 12de eeuw; het torentje dateert uit de 14de eeuw, de sacristie uit de 17de. Sinds 1911 doet het geen dienst meer als bidplaats. In 1986-88 werd het kerkje gerestaureerd.
- Een nieuwe Sint-Eligiuskerk werd vanaf 1909 in het centrum zelf opgetrokken in neogotische stijl.

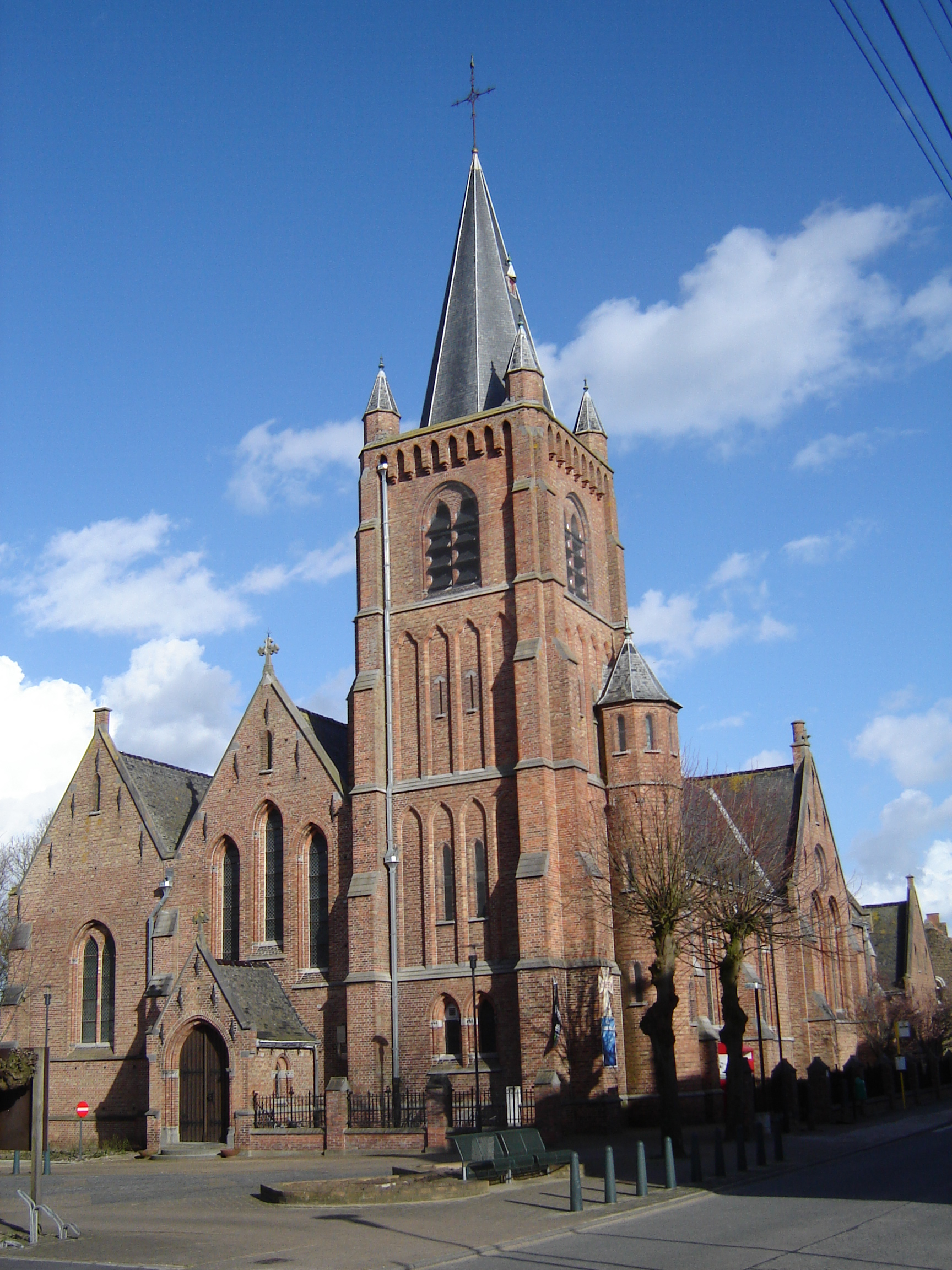
Nieuwe Sint-Eligiuskerk
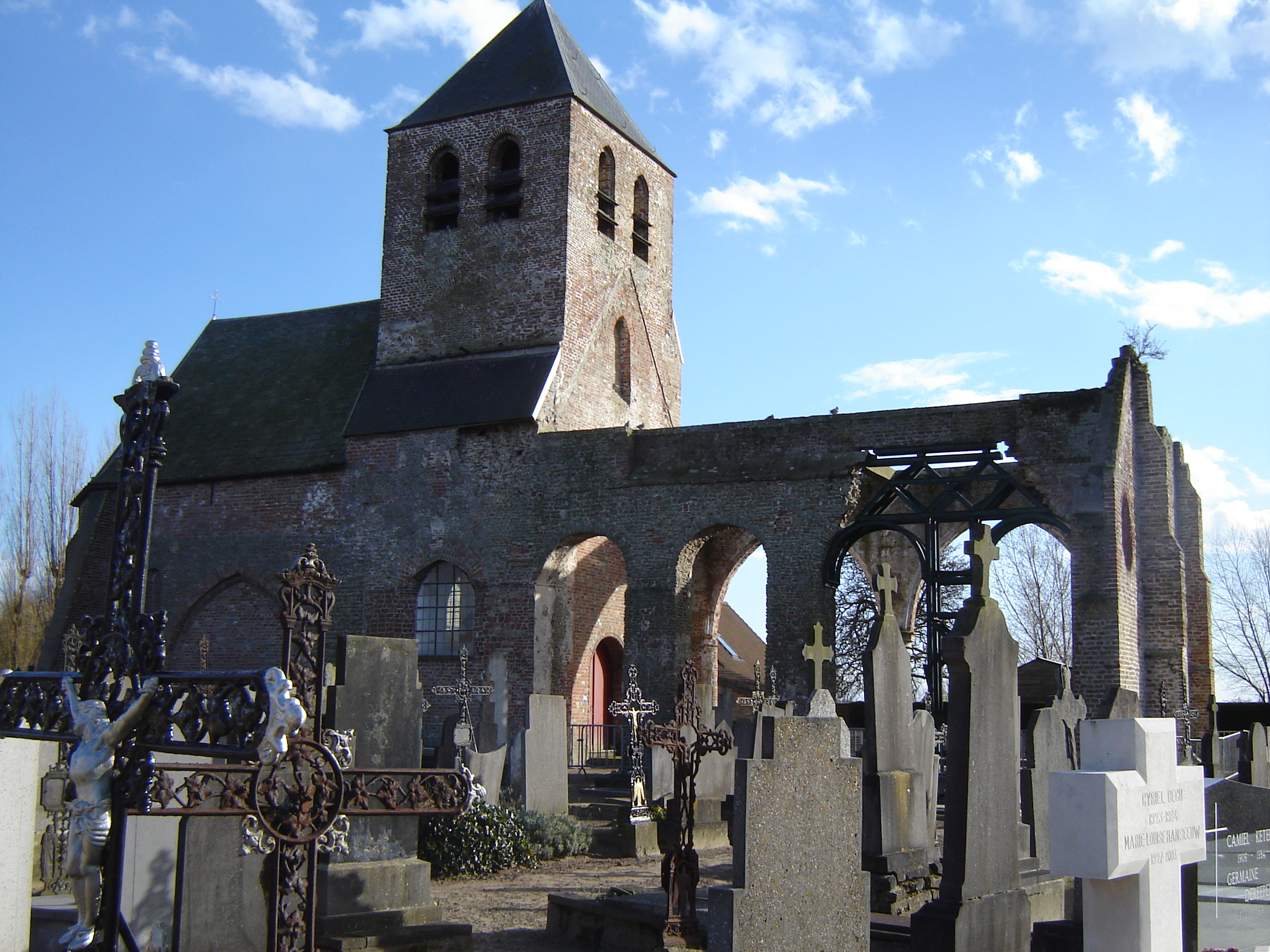
Romaanse Sint-Eligiuskerk
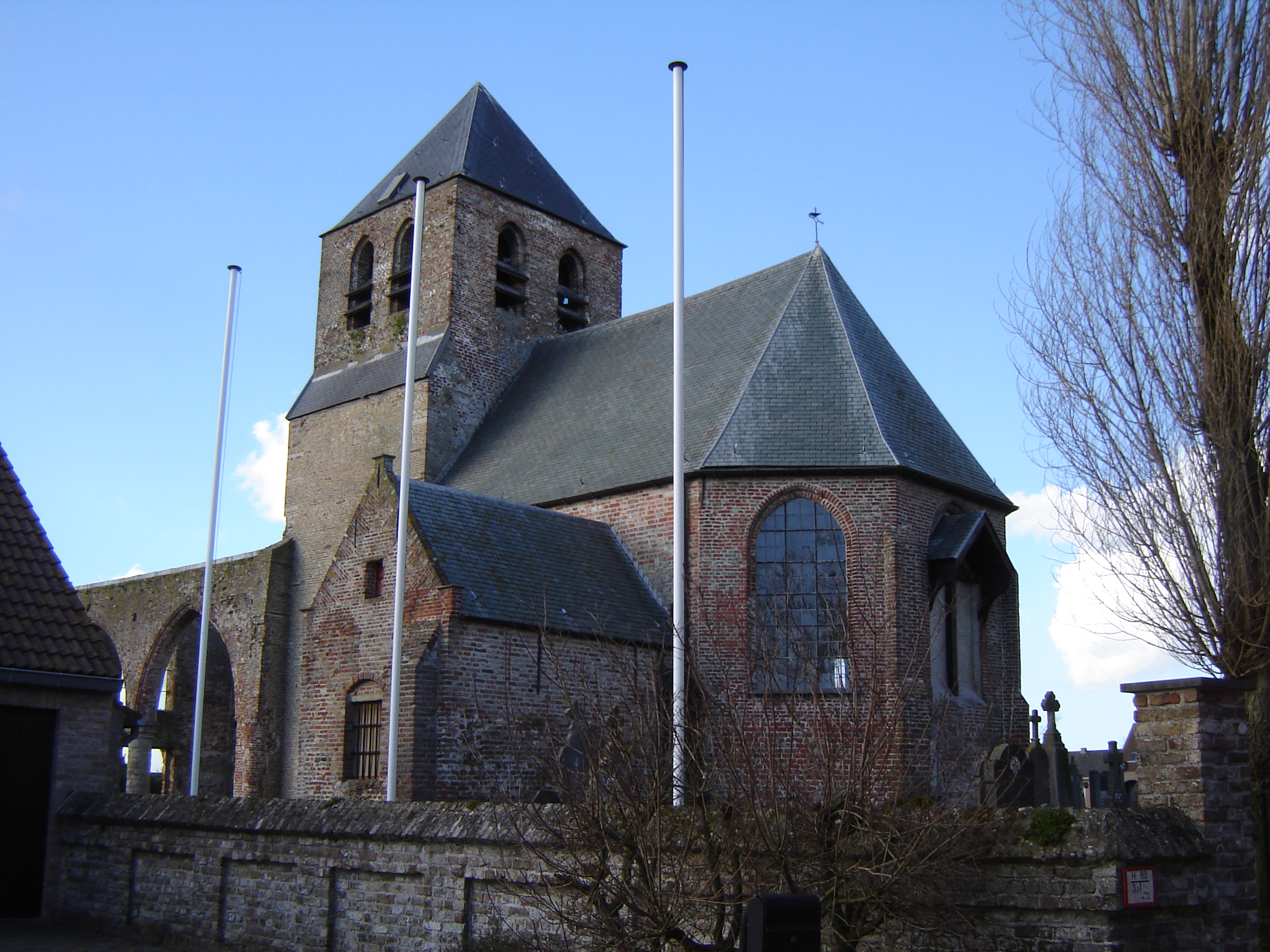
Romaanse Sint-Eligiuskerk: koor

## Natuur en landschap
De kom van Ettelgem ligt op de noordgrens van Zandig Vlaanderen, op een hoogte van ongeveer 5 meter op een dekzandrug. De rest van het grondgebied van Ettelgem ligt voornamelijk ten noorden van de kom, in het West-Vlaams poldergebied, bekend als Oudland. Ook het Kanaal Brugge-Oostende doorsnijdt het grondgebied van Ettelgem.
Ten oosten van de dorpskern, op de grens met Roksem en Zerkegem ligt het natuurgebied De Hoge Dijken, in de volksmond bekend als de Roksemput. Het natuurgebied ligt rond een grote waterput die ontstond in de jaren zeventig van de 20e eeuw, toen het gebied gebruikt werd voor zandwinning voor de aanleg van de autosnelweg A18.

## Nabijgelegen kernen
Oudenburg, Roksem, Zerkegem, Jabbeke

## Bekende inwoners
- Adriaen Blomme - (1619-1684), schepen en burgemeester